# Mulur
Mulur è una suddivisione dell'India, classificata come census town, di 5.057 abitanti, situata nel distretto del Kannada Meridionale, nello stato federato del Karnataka. In base al numero di abitanti la città rientra nella classe V (da 5.000 a 9.999 persone).

## Geografia fisica
La città è situata a 12° 56' 54 N e 74° 55' 34 E.

## Società

### Evoluzione demografica
Al censimento del 2001 la popolazione di Mulur assommava a 5.057 persone, delle quali 2.328 maschi e 2.729 femmine. I bambini di età inferiore o uguale ai sei anni assommavano a 526, dei quali 276 maschi e 250 femmine. Infine, coloro che erano in grado di saper almeno leggere e scrivere erano 3.826, dei quali 1.838 maschi e 1.988 femmine.